# Condado de Jeff Davis (Geórgia)
O Condado de Jeff Davis é um dos 159 condados do Estado americano de Geórgia. A sede do condado é Hazlehurst, e sua maior cidade é Hazlehurst. O condado possui uma área de 869 km², uma população de 12 684 habitantes, e uma densidade populacional de 15 hab/km² (segundo o censo nacional de 2000). O condado foi fundado em 18 de agosto de 1905.